# Zantedeschia
Zantedeschia Spreng., 1826 è un genere di piante appartenente alla famiglia delle Aracee, originario dell'Africa subsahariana. È l'unico genere della tribù Zantedeschieae Engl..
Le specie appartenenti a questo genere sono conosciute in italiano col nome di calle o gigli del Nilo.

## Etimologia
Il botanico tedesco Kurt Sprengel (1766-1833) dedicò questo genere a Giovanni Zantedeschi (1773-1846), medico e botanico italiano.

## Descrizione
Il genere Zantedeschia comprende specie a radice rizomatosa, alte fino ad oltre 1 m. Sono piante perenni a foglie sempreverdi o decidue, dotate di un rizoma oblungo, di grandi dimensioni, con foglie basali largamente sagittate, dotate di lunghi piccioli e infiorescenze primaverili, solitarie, di colore generalmente bianco, composte da una lunga spata a forma d'imbuto, e da uno spadice biancastro eretto, fiori monoici.

## Tassonomia

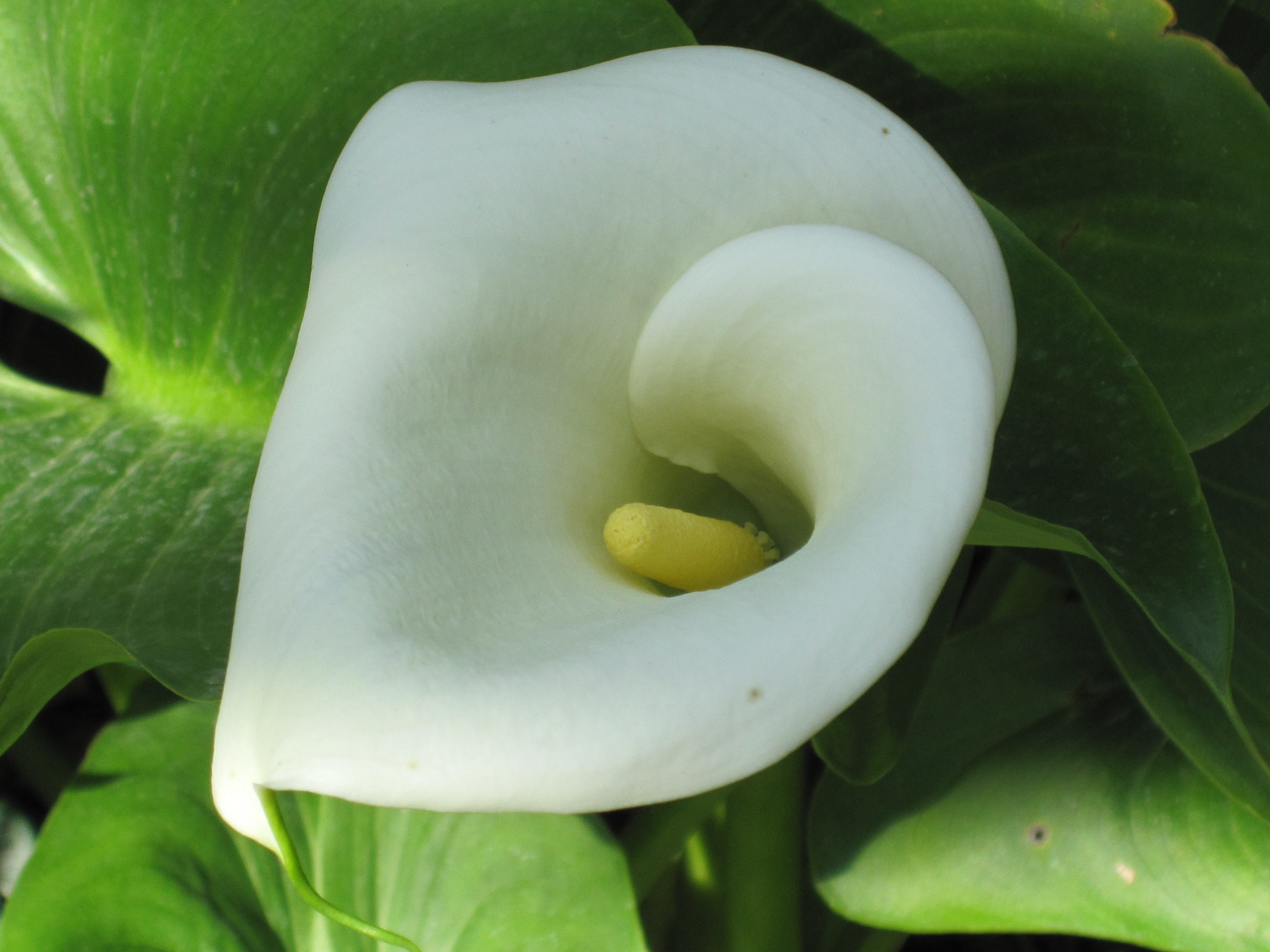
Il fiore

Il genere comprende le seguenti specie:
- Zantedeschia aethiopica (L.) Spreng.
- Zantedeschia albomaculata (Hook.) Baill.
- Zantedeschia elliottiana (W.Watson) Engl.
- Zantedeschia jucunda Letty
- Zantedeschia odorata P.L.Perry
- Zantedeschia pentlandii (R.Whyte ex W.Watson) Wittm.
- Zantedeschia rehmannii Engl.
- Zantedeschia valida (Letty) Y.Singh

## Usi
Come pianta ornamentale per decorare i bordi di vasche, laghetti, corsi d'acqua poco profondi, può essere coltivata in vaso per appartamenti o in serra per la produzione forzata del fiore reciso.
È un fiore visitato dalle api.

## Coltivazione
Facile da coltivare, richiede terreno ricco e molto umido, negli appartamenti si fornisce il giusto grado di umidità, coltivando le piante in vasi parzialmente immersi in ciotole d'acqua.
La moltiplicazione avviene con la semina o per divisione dei cespi.
Per la produzione invernale e primaverile dei fiori recisi, si provvede a piantare i rizomi in piena terra a fine estate, proteggendo d'inverno le piantine con serre mobili, nelle Regioni di produzione meno calde come Liguria e Lazio, i rizomi delle specie meno rustiche come la Zantedeschia elliottiana vengono piantati a marzo con fioritura estiva, o ad ottobre, protette dai geli sotto vetro, con fioritura nell'anno successivo.